# Blanka Gómez de Segura
Blanka Gómez de Segura Piérola (Ceánuri, Vizcaya, 1952) es una alfarera española, directora del Museo de Alfarería Vasca de Ollerías (Elosu).

## Biografía
Nació en la casa forestal de Zubizabal (Ceánuri). Vivió su niñez y juventud en Marquina-Jeméin (Vizcaya) y cursó estudios técnicos administrativos y Delineación. En 1978 enfocó su preparación profesional hacia la cerámica, primero en Madrid y posteriormente en la escuela Kresala de Ondárroa. De 1979 a 1986 realizó cursos especializados en cerámica en escuelas de Madrid, Barcelona, La Bisbal (Gerona) y Sargadelos (Galicia). En 1979 formó parte del equipo fundacional de Arte-Eskola de Markina, donde impartió clases de 1982 a 1987, desarrollando programas didácticos para centros de enseñanza primaria de la comarca de Lea-Artibai.
Asistió a cursos de especialización para ampliar sus conocimientos y recibió una beca de la Diputación de Vizcaya de investigación sobre la cerámica tradicional vasca. Se trasladó al barrio de Ollerías en Elosu (Álava) para que el último alfarero que quedaba en activo, José Ortiz de Zarate Garmendia, le enseñara el oficio. José inicialmente consideraba que la alfarería no era oficio de mujeres. Pero Blanka consiguió que José le enseñara el oficio. Trabajaron juntos entre 1987 y 1993, circunstancia determinante para orientar su actividad en la cerámica. Este maestro alfarero, que transmitió a Blanka y a otras personas su legado y oficio, falleció en 2008 con 94 años. Blanka continuó en Ollerías, restauró el alfar y el horno tradicional del caserío de Ollerías, el único conservado en el País Vasco –levantado en el año 1711, y con el apoyo de su familia y de la Diputación Foral de Álava, puso en marcha el Museo de Alfarería Vasca, llegando a instalar su hogar familiar en ese espacio laboral.
Maestra alfarera, dedica una parte de su actividad a investigar sobre materiales, esmaltes y decoración antigua. Con vocación didáctica, transmite sus amplios conocimientos de alfarería y cerámica popular en talleres, cursos y conferencias. Participa en varias asociaciones de ámbito tanto estatal como europeo, como en la Asociación de Ceramología (desde 1994). Elabora atrezzo para películas y también piezas para restaurantes de alta cocina.

## Premios y reconocimientos
- 2023 – Homenaje de la Diputación Foral de Álava por toda una vida dedicada a la artesanía en el marco de la ceremonia de entrega de los premios del Certamen de Artesanía Blas Arratibel.[16]
- 2017 – Premio Celedón de Oro por su carácter emprendedor para hacer resurgir una de las manifestaciones artesanales históricas de mayor tradición en el territorio alavés.[17][18]
- 2016 – ‘Alavesa del mes’ del periódico El Correo por mantener viva la tradición alfarera vasca.[1]
- 2011 – Premio "Trayectoria empresarial / profesional 2011" otorgado por la Asociación de Mujeres profesionales y empresarias de Álava AMPEA.[19]
- 2008 – Premio Nacional de Artesanía 2008 "Mención especial del jurado premio producto" otorgado por el Ministerio de Industria y Comercio y la Fundación para la Innovación de la Artesanía.[1]
- 2024 Una de las 50 mujeres protagonistas de la gastronomía vasca recopiladas en el publicación Mamia de Mantala Basque Gastronomy.[20]